# Nastja Arcel
Nastja Maria Arcel (født 3. oktober 1963) er dansk skuespiller.

## Biografi
Nastja Arcel er uddannet på skuespillerskolen ved Odense Teater i 1987 samt ved Nationalteatret i Athen. Hun har blandt andet har været med i Klatretøsen, Kongekabale, Familien Gregersen, musicalen Mamma Mia! I Tivoli og Skammerens datter på Østre Gasværk Teater.
Nastja Arcel er søster til instruktøren af bl.a. Kongekabale og den Oscar-nominerede En kongelig affære Nikolaj Arcel. Hun er gift med Mikael Fock, leder af Kulturværftet i Helsingør.
Hun er mor til Mathilde Arcel Fock studerende på Den Danske Scenekunstskole i Aarhus. Hun spillede hovedrollen i Tv-serien Mille, hvor Nastja har en birolle som Milles papmor. Nastja er også mor til Maria Arcel, som er journalist på DR's P3. 

## Filmografi
| - Journal 64 (2018) - Karla og Jonas - Au pair (film) (2010) - Liv (novellefilm), Heidi Maria Faisst, 2006 - Dommeren, Gert Fredholm, 2005 – Margrethe - Kongekabale, Nikolaj Arcel, 2004 – Lone Kjeldsen - Familien Gregersen, Charlotte Sachs Bostrup, 2004 – Marianne - Klatretøsen, Hans Fabian Wullenweber – Maria - Nonnebørn, Cæcilia Holbek Trier – Moderen - Russian Pizza Blues, Wikke & Rasmussen – Gudinde - Ritualer, Niels Arden Oplev – Skuespiller | - Lulu & Leon – tv serie - Lykke, 2010 - Ørnen, 2004 – Emma Goldstein - Bryggeren, Kaspar Rostrup – Ingeborg - Brændende Kærlighed, Carsten Brandt – Kvinden - Det gule Hus, Lars Christiansen – Luise - Mellem venner, Anette Pilmark – Ulla - Mille, – Karin |

## Teater
- Valhalla, Folketeatret 2012/13 som gudinden Frigg
- Skammerens Datter 1 & 2 Østre Gasværk Teater 2012/13/14 som Skammeren
- Grease, Tivolis Koncertsal 2012 som Miss Lynch
- Mamma Mia! Tivolis Koncertsal 2010 som Tanja
- Elsk mig i nat Østre Gasværk, Tivolis koncertsal, Kenneth Kreutzmann 2009 Rita
- Korttegnerens sorg Krudttønden 2009
- Chicago Det Ny Teater 2008
- Tvang – en kærlighedshistorie, Pakhus 11, 2007
- Miraklet, Kaleidoskop 2, 2007
- Rasmus og Jamilla, Betty Nansen Teatret, 2007
- Midt om natten, Det Danske Teater, 2006/07 – Kate
- Gæsten, Plan B, Lars Roman Engel, 2005 – Jenny Lind
- Hetz, Taastrup Teater, Mogens Holm, 2004 – Udenrigsministeren
- En Folkefjende, Det Danske Teater, Lars Knutzon, 2004 – Katrine Stockmann
- Robin Hood, Folketeatret, Adam Price, – Terne, Fattigmor
- Show Boat, Århus Teater, Morten Houman – Julie Laverne
- Hippolytos, Kanonhallen, Anne-Lise Gabold – Fædra
- Ronja Røverdatter, Det Danske Teater, Peter Aude – Lovis
- Emil fra Lønneberg, Det Danske Teater, Peter Aude – Alma
- Aladdin, Gladsaxe Teater, Flemming Enevold – Prinsesse Gulnare
- Grease, Nørrebros Teater, Leon Feder – Rizzo
- En historie om Forræderi, Rialto Teatret, Mikael Fock – Zafatta
- Fremmedførersken, Bådteatret, Brigitte Kolerus – Kristine

### Det kongelige Teater
- Esther, Peter Langdal – Esther
- Petra von Kants bitre tårer, Ib Thorup – Karin
- Den politiske kandestøber, Henning Moritzen – Engelcke
- Den Stundesløse, Lars Knutzon – Leonora
- Fædre og Sønner, Eyun Johannessen – Dunjasja
- Roberto Zucco, Klaus Hoffmeyer – Den skrækslagne luder
- Den ømme mor, Klaus Hoffmeyer – Ludmilla
- Blodbryllup, Søren Iversen – Den unge pige
- Miraklernes Tid, Søren Iversen – Maria

### Odense Teater
- Gidslet, Bent Conradi – Teresa
- Løkken om Halsen, Lars Erik Liedholm – Fay Hubbard
- Kammerat Hamlet, Birgitte Federspiel – Omelia
- Spurv i Tranedans, Peter Marcel – Luise
- Teatermaskinen, Josef Krofta – Columbine
- Legen over Stregen, Peter Ezterhasz – Janet

## Priser og hædersbevisninger
- Nomineret til Bodilprisen for bedste kvindelige birolle i Kongekabale.
- Det gule kort, Bikubenfondens talentpris
- Kirsten Hindborgs hæderslegat 2013